# منتخب إستونيا لكرة القدم
منتخب إستونيا لكرة القدم (بالإستونية: Eesti jalgpallikoondis)‏ هو الممثل الرسمي لإستونيا، ويشرف عليه اتحاد إستونيا لكرة القدم. لم يسبق له التأهل إلى كأس العالم أو كأس أوروبا.

## وصلات خارجية
- قائمة بيانات المنتخب من الموقع الرسمي للفيفا باللغة العربية